# Levice (nádraží)
Levice jsou železniční stanice v Levicích. Leží na trati Nové Zámky – Zvolen a odbočuje z ní trať do Štúrova. Je elektrizována střídavou soustavou 25 kV.

## Provozní informace
Ve stanici je 11 dopravních, 4 manipulační a 16 ostatních kolejí. Stanice má 4 vyvýšená nástupiště pro 8 kolejí. Ze stanice vede několik vleček.
Ve stanici je k dispozici osobní pokladna s komplexním odbavením cestujících.

## Doprava
Stanice je jedinou železniční stanicí ve městě. Zastavuje zde několik párů rychlíků Bratislava – Zvolen – Banská Bystrica/Košice. Ze stanice jsou výchozí osobní vlaky do měst Nové Zámky, Štúrovo a Zvolen.

## Galerie

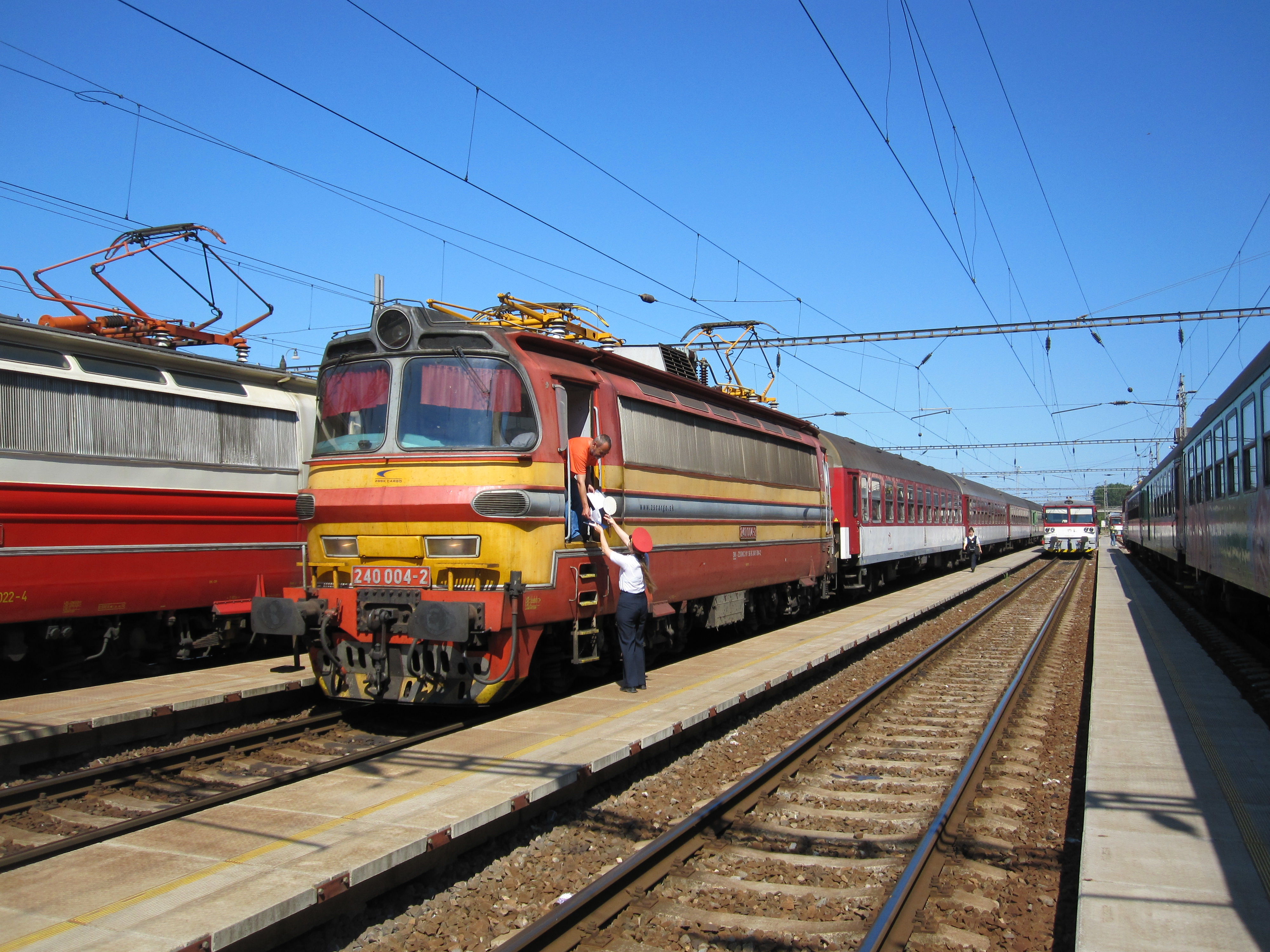
Rychlík s lokomotivou 240.004 ve stanici.
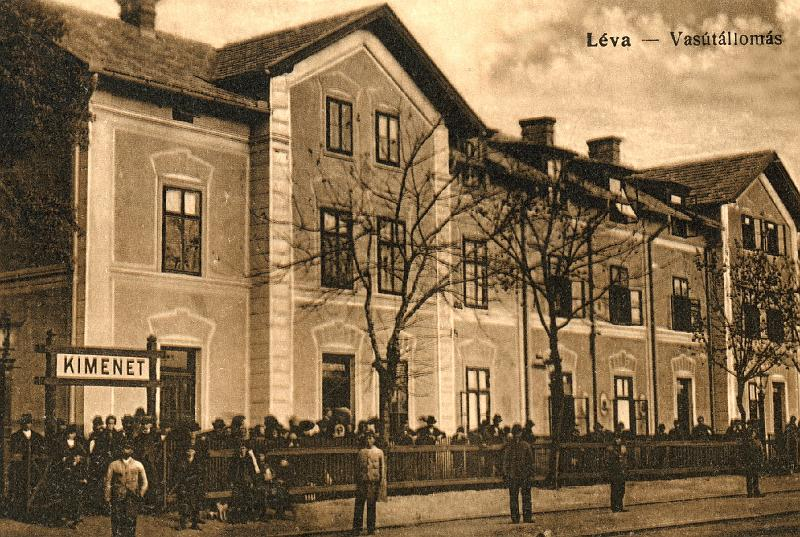
Budova stanice v roce 1916.